# Dušan Reja
Dušan Reja, slovenski zdravnik in zdravstveni vzgojitelj, * 28. maj 1908, Komen, † 12. marec, 1980, Ljubljana. 
Rodil se je v družini zdravnika Izidorja Reje. Gimnazijo je obiskoval v Ljubljani in leta 1933 promoviral iz medicine na Univerzi v Gradcu. Do 1936, ko je postal zasebni zdravnik splošne prakse v Šentjerneju, je opravil vojaščino  in bil volonter  na raznih oddelkih splošne bolnišnice v Ljubljani. Leta 1941 se je pridružil Osvobodilni fronti. Marca 1942 so ga fašistične oblasti zaprle in kasneje poslale v konfinacijo v Italijo. Po italijanski kapitulaciji se je vključil v narodnoosvobodilno borbo, kjer je deloval kot član sanitetnega odbora pri Slovenskem narodnoosvobodilnem svetu, kasneje pa je bil zdravstveni referent novomeškega okraja in  partizanski zdravnik v Dalmaciji. Po osvoboditvi je bil načelnik oddelka za zdravstveno vzgojo pri Ministrstvu za zdravstvo Ljudske republike Slovenije, kasneje pa je podobno dolžnost opravljal v ljubljanskem Zavodu Ljudske republike Slovenije za zdravstveno varstvo. Leta 1949 mu je bila priznana specializacija iz splošne higiene, zaradi zaslug na področju zdravstvene vzgoje pa je leta 1958 prejel  naziv primarija.
Reja je poznan kot ustanovitelj in urednik revije Priroda, človek in zdravje. Revijo je urejal od 1945 do 1973 in zanjo napisal preko 60 člankov poljudnoznanstvene vsebine. Poleg tega je veliko člankov objavil v dnevnem tisku, pisal biltene in vestnike Rdečega križa Slovenije, katerega aktivni član je bil od leta 1944 ter vodil rubriko zdravstvena vzgoja pri časopisu Delo in Radiu Ljubljana. Organiziral je več seminarjev iz zdravstvene vzgoje in napisal tri skripta na isto temo. Skupaj s Stankom Lajevcem napisal knjigo Delo, zdravje, starost.(COBISS) Njegova bibliografija obsega 11 zapisov.